# Tutkheperra Sheshonq
Tutkheperra Sheshonq (fl. circa 890 a.C.) è stato un faraone della XXII dinastia egizia.

## Biografia
L'esistenza di questo sovrano è stata confermata nel 2004 dal ritrovamento, nel tempio di Bubasti di un blocco inciso recante il suo nome.

Il primo riferimento a Tutkheperra Sheshonq proveniva da un frammento di ceramica (ostraka) rinvenuto, nel XIX secolo in un pozzo contenente offerte votive ad Abido. Sul frammento, ora conservato al Museo del Louvre a Parigi era riportato, in inchiostro nero, Tutkheperra [...]amon. Al momento della scoperta gli egittologi ritennero che fosse una trascrizione errata del nome di Sheshonq I.

Il rinvenimento del nome su di un blocco di pietra realizzato, con ogni probabilità, da artigiani professionisti rende la possibilità di un errore di trascrizione estremamente remota confermando quindi l'esistenza di questo sovrano.
La provenienza dei due reperti uno dal Basso Egitto e l'altro dall'Alto Egitto colloca Tutkheperra nella prima metà della XXII dinastia in quanto Sheshonq III perse, di fatto, il controllo del Basso Egitto in favore di Petubastis I durante il suo regno. L'esiguità dei ritrovamenti porta a ritenere che Tutkheperra Sheshonq abbia regnato per breve tempo, pochi mesi, un anno al massimo.
Tutkheperra potrebbe essere uno dei  ... tre re  ... che le epitomi di Manetone collocano tra Osorkon I e Takelot I. Tenendo conto che Osorkon I successe al padre Sheshonq I e che Osorkon II seppellì il padre, Takelot I, la collocazione proposta da Manetone sembra essere la più realistica, in un lasso di tempo in cui si colloca anche Sheshonq II.

Tale periodo potrebbe essere stato determinato dalla minore età di Takelot I o dal suo essere figlio di una sposa secondaria di Osorkon I e quindi costretto ad attendere il suo turno per accedere al trono.

## Titolatura
| G5 |

| G5 |

|       |
| \| \| |
|       |
|       |

|  |

|       |
| \| \| |
|       |
|       |

|  |

| G16 |

| G16 |

|  |

| G8 |

| G8 |

|  |

| M23 · X1 | L2 · X1 |

| M23 · X1 | L2 · X1 |

| N5 | L1 | t | w | t | HASH |

| N5 | L1 | t | w | t | HASH |

| N5 | L1 | t | w | t | HASH |

| N5 | L1 | t | w | t | HASH |

| N5 | L1 | t | w | t | HASH |

| N5 | L1 | t | w | t | HASH |

| N5 | L1 | t | w | t | HASH |

| N5 | L1 | t | w | t | HASH |

| G39 | N5 |

| G39 | N5 |

| M17 | Y5 · N35 · N36 | M8 · M8 | N35 · N29 |

| M17 | Y5 · N35 · N36 | M8 · M8 | N35 · N29 |

| M17 | Y5 · N35 · N36 | M8 · M8 | N35 · N29 |

| M17 | Y5 · N35 · N36 | M8 · M8 | N35 · N29 |

| M17 | Y5 · N35 · N36 | M8 · M8 | N35 · N29 |

| M17 | Y5 · N35 · N36 | M8 · M8 | N35 · N29 |

| M17 | Y5 · N35 · N36 | M8 · M8 | N35 · N29 |

| M17 | Y5 · N35 · N36 | M8 · M8 | N35 · N29 |